# Marie-Madeleine Prongué
Marie-Madeleine Prongué (* 31. Juli 1939; † 22. Mai 2019, heimatberechtigt in Buix) war eine Schweizer Politikerin (CVP).
Von 1983 bis 1994 war sie Mitglied des Parlaments des Kantons Jura. Prongué vertrat den Kanton Jura vom 23. Januar 1995 bis zum 3. Dezember 1995 im Ständerat. 1995 wurde sie als Nachfolgerin von Jean-François Roth als erste Frau Regierungsrätin ihres Kantons.